# Gedenkstein für Wilhelm Külz

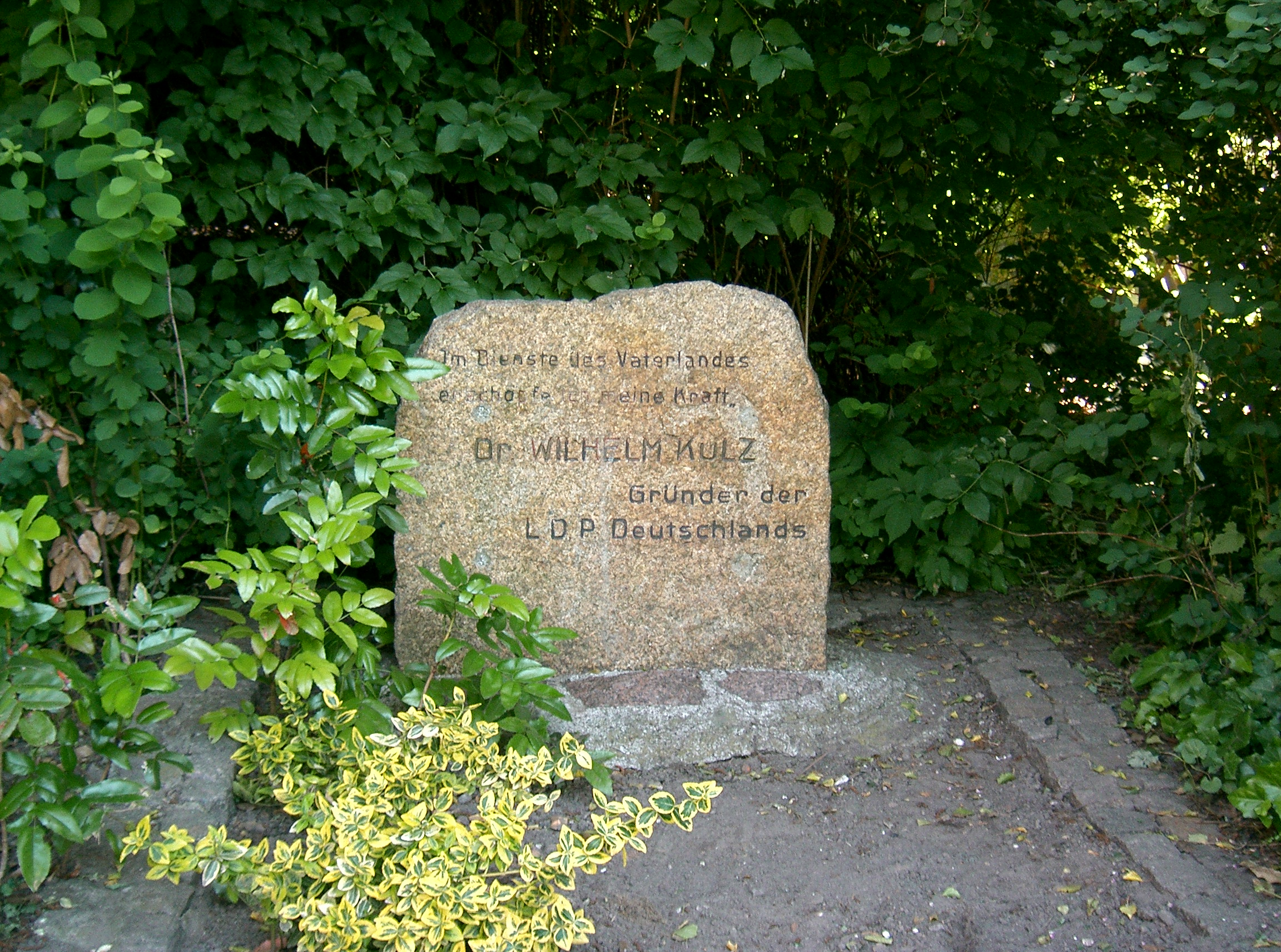
Gedenkstein für Wilhelm Külz

Der Gedenkstein für Wilhelm Külz ist ein etwa 50 Zentimeter hoher Gedenkstein aus behauenem Granit zu Ehren von Wilhelm Külz in Bernau bei Berlin im Land Brandenburg.
Der Gedenkstein erinnert an Wilhelm Külz, den deutschen Politiker und Gründungsvorsitzenden der Liberal-Demokratischen Partei Deutschlands, und wurde nach 1945 im Külzpark am Rande der historischen Altstadt von Bernau nahe dem Steintor errichtet.
In den Stein gemeißelt ist die Inschrift:

„Im Dienste des Vaterlandes erschöpfe ich meine Kraft
Dr. WILHELM KÜLZ
Gründer der L.D.P. Deutschlands“